# La Trinité (Alpes Marítimos)
 La Trinité  es una población y comuna francesa, en la región de Provenza-Alpes-Costa Azul, departamento de Alpes Marítimos, en el distrito de Niza y cantón de Nice-13.

## Demografía
| 3625 | 4787 | 7068 | 8279 | 10 197 | 10 046 |
| Para los censos de 1962 a 1999 la población legal corresponde a la población sin duplicidades (Fuente: INSEE [Consultar]) |      |      |      |        |        |